# 퓨 연구센터
퓨 연구센터(Pew Research Center)는 워싱턴 D.C.에 본부를 둔 미국의 초당파 싱크탱크이다. 스스로는 "팩트탱크"(fact tank)라고 표현하고 있다.
미국과 세계의 사회문제, 여론 및 인구통계학적 추세에 대한 정보를 제공한다. 또한 무작위 표본 조사 및 패널 기반 조사 방식의 여론 조사와 인구 통계,, 미디어 콘텐츠분석 및 기타 실증적 사회 과학 연구를 수행한다.
미국의 석유 회사인 서노코의 2대 대표였던 존 하워드 퓨가 세운 퓨 자선기금 소속 기관으로 특정 정당 및 당파를 위한 정책적 입장을 취하지 않는 초당파 연구기관을 표방하고 있다.

## 역사
로스앤젤레스 타임스 등의 신문을 발행하던 타임스미러 컴퍼니는 1990년 정치와 정책에 대한 여론 조사를 수행하는 연구 프로젝트로 사람과 언론을 위한 타임스미러 센터를 세웠다. 1993년 앤드류 코후트를 이사로 맞았고 1996년 퓨 자선기금이 주요 후원자가 되어 이름을 사람과 언론을 위한 퓨 연구센터로 변경하였다.
2000년 타임스미러 컴퍼니가 트리뷴 미디어에 합병 된 뒤, 퓨 자선기금은 2004년 워싱턴 D.C.에 퓨 연구센터를 설립하고 코후트가 대표직을 맡았다. 2013년 코후트는 대표직을 사임하고 창립 이사로 남았으며, 앨런 머레이가 2대 대표로 취임하였다. 2014년 10월 연구소에서 14년의 경력을 쌓은 마이클 디목이 대표로 취임하였다.

## 자금
퓨 연구센터는 비영리 면세 기관으로 미국 소득세법의 분류 코드 501(c)(3) 기구에 해당한다. 주요 자금 조달원은 모체인 퓨 자선기금이다. 프린스턴 신학교의 이사를 역임하였던 투자가 존 템플턴이 세운 템플턴 재단이 세계 종교의 인구 통계에 초점을 맞춘 연구를 위해 퓨 연구센터에 공동으로 자금을 지원하였다.

## 연구 분야

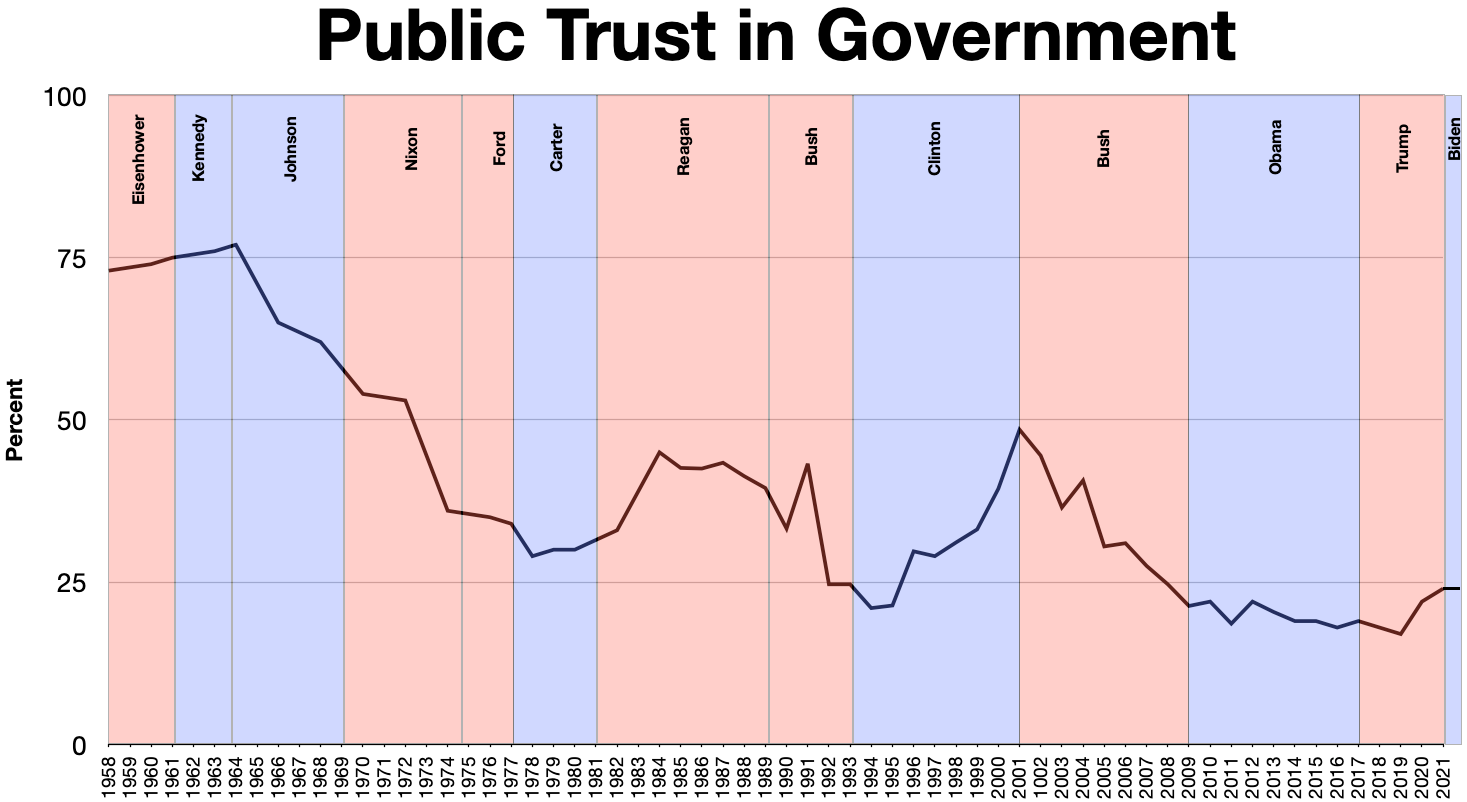
2021년 퓨 연구센터가 발표한 미국 정부의 신뢰도

연구센터의 연구 분야는 다음과 같다.
- 미국의 정치와 정책
- 저널리즘과 미디어
- 인터넷과 기술
- 과학과 사회
- 인종과 민족
- 종교와 공적 생활
- 글로벌 의식 실태와 트렌드
- 미국의 사회 및 인구 통계 동향

## 보고서
퓨 연구센터의 연구원들은 연례적으로 공표된 정보와 출간물을 조사한다. 퓨-템플턴 글로벌 종교의 미래 프로젝트는 퓨 자선기금과 템플턴 재단이 공동으로 기금을 조성하여 진행되는 세계적 종교 동향 조사로 10번 째 연례 보고서가 발표되어 있다. 보고서는 발표 시점을 기준으로 1년 반에서 2년 전 까지의 상황을 담고 있다. 이전의 프로젝트가 시계열 변화에 중점을 두었다면 이 보고서는 특정 지역과 198개 국가 및 영토의 추세를 더 광범위하게 보여주며 2007년부터 2017년까지 각 나라 정부의 종교에 대한 제한과 사회적 적대 행위 등의 사건을 반영한다.
2022년 9월 13일 퓨 연구센터가 발표한 미국의 종교 지형 재편성 보고서는 미국인들이 전통적인 기독교를 떠나 스스로를 불가지론자나 무신론자 또는 특정 종교를 신봉하지 않는 사람으로 여기고 있음을 보여준다. 이 보고서는 미국의 기독교인이 2020년 기준 64%에서 2070년 까지 35% 이하로 줄어들 것으로 내다보았다. 보고서는 "미국의 기독교인이 계속하여 이탈하여 50% 이하로 내려가는 동안 다른 종교의 신자들 비율이 지금과 같은 수준을 유지하는 시나리오를 생각할 수 있다"고 하여 이러한 추세가 계속된다면 2070년 미국의 기독교는 가장 큰 종교의 순위에서 밀릴 수 있다고 발표하였다.